# ソユーズTMA-6
ソユーズTMA-6 (Союз ТМА-6 / Soyuz TMA-6) は、国際宇宙ステーション (ISS) への往来を目的としたソユーズのミッション。ソユーズFGによって打ち上げられた。

## 乗組員

### 打上げ時
- ロベルト・ヴィットーリ (2) -  イタリア（欧州宇宙機関）

#### ISS第11次長期滞在クルー
- セルゲイ・クリカレフ (6) -  ロシア
- ジョン・フィリップス (2) -  アメリカ合衆国

### 帰還時
- セルゲイ・クリカレフ (6) -  ロシア
- ジョン・フィリップス (2) -  アメリカ合衆国
- グレゴリー・オルセン (1) -  アメリカ合衆国

## ISSとのドッキング
- 結合 2005年4月17日 02:20 UTC（ピアース）
- 分離 2005年7月19日 10:38 UTC
- 結合 2005年7月19日 11:08 UTC（ザーリャ）
- 分離 2005年10月10日 21:49 UTC

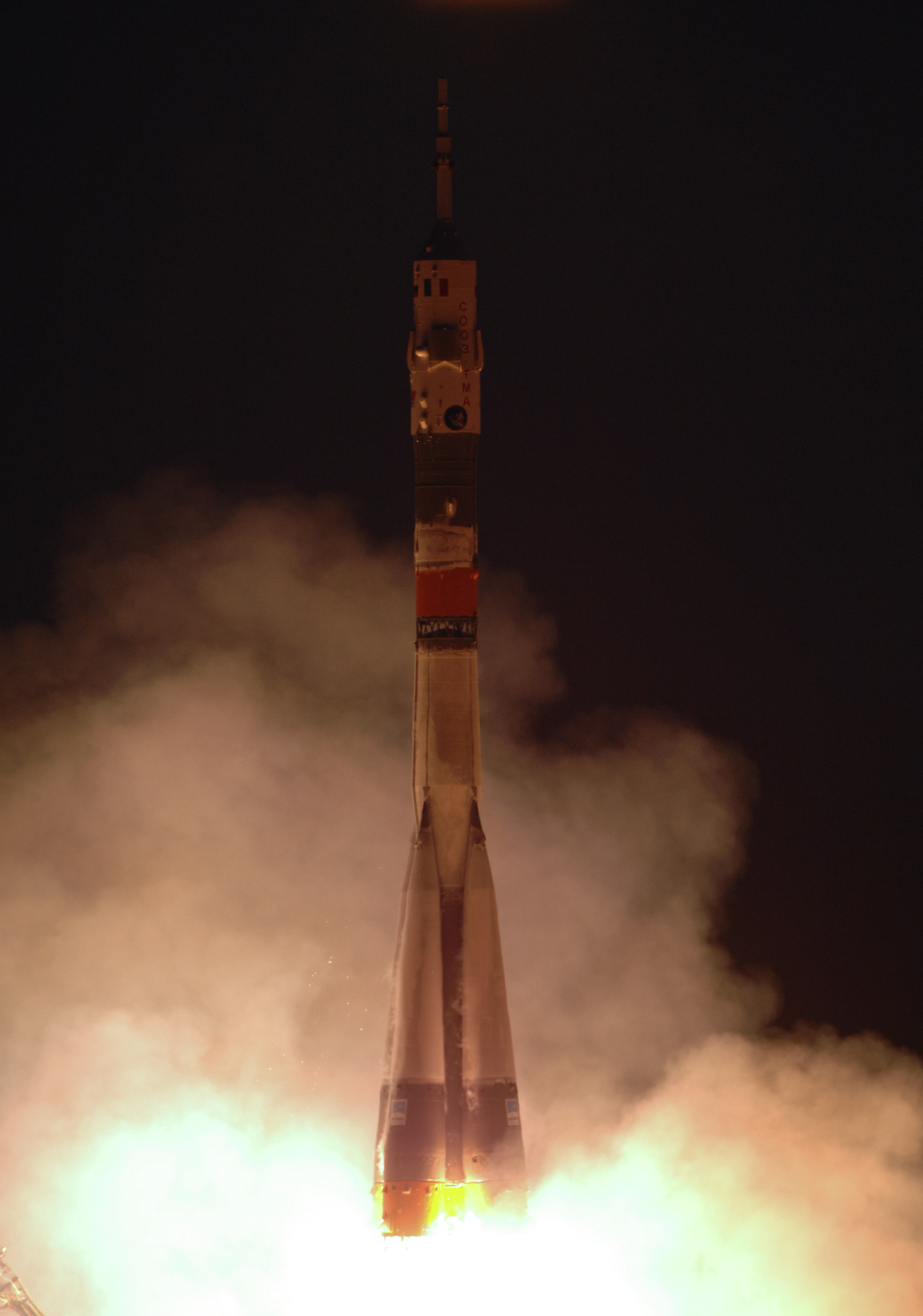
ソユーズTMA-6の打ち上げ
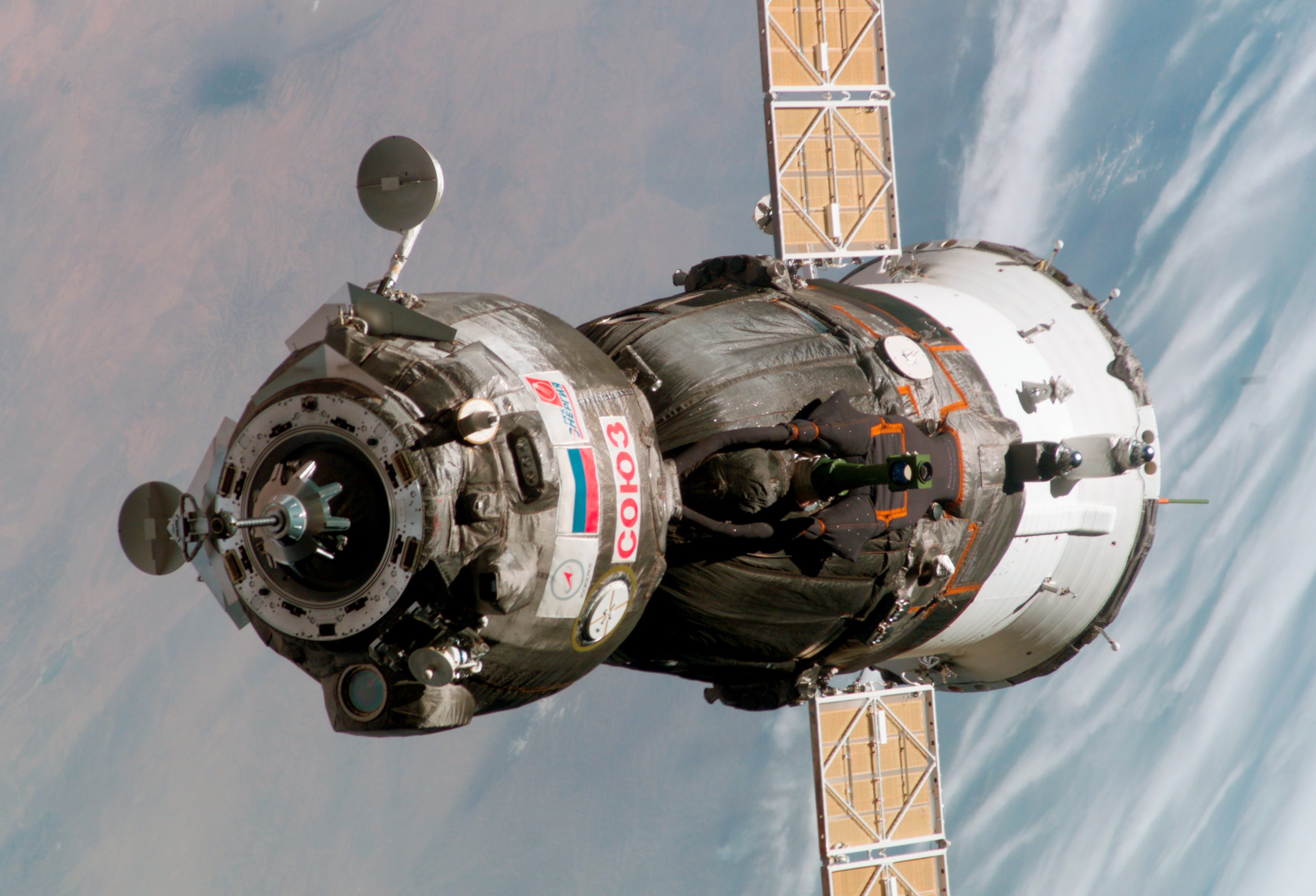
ISSに接近するソユーズTMA-6

## ミッションハイライト
国際宇宙ステーション関連で26回目の有人宇宙飛行となった。
ソユーズTMA-6は、ソユーズ-FGによって2005年4月15日にバイコヌール宇宙基地より打ち上げられた。
ISSからの帰路、キャビンの空気が漏れていたことが分かった。
ISS第11次長期滞在クルーのセルゲイ・クリカレフとジョン・フィリップスは、第10次長期滞在クルーのリロイ・チャオ、サリザン・シャリポフと交代した。